# Tu non puoi/L'uomo di ieri
Tu non puoi / L'uomo di ieri è il sesto singolo su 7" de I Kings pubblicato nel 1966 dalla Durium. Il lato B contiene la versione pop rock in lingua italiana del brano Yesterday Man di Chris Andrews.

## Tracce
Lato A
1. Tu non puoi (Ennio Ottofaro, Pierpaolo Adda)

Lato B
1. L'uomo di ieri = Yesterday Man (Chris Andrews, Mogol)